# Powiat Nishimatsuura
Powiat Nishimatsuura (jap. 西松浦郡 Nishimatsuura-gun) – powiat w Japonii, w prefekturze Saga. W 2024 roku liczył 18 334 mieszkańców.

## Miejscowości
- Arita